# Al Hamriya Port
Mina Al Hamriya, noto anche come Port Al Hamriya o Mina Al Hamriya, è un porto di Dubai.

## Geografia fisica
Mina Al Hamriya è uno dei porti più piccoli in Dubai; si trova a Deira, al largo della costa nord-orientale della città. Mina Al Hamriya è delimitata a sud da Al Waheda e Abu Hail e sud e ad est da Al Mamzar. Una volta completata Palm Deira, formera la periferia settentrionale di Mina Al Hamriya.

## Gestione portuale
Come tutti gli altri porti della città, Mina Al Hamriya è gestito da Dubai Ports World. Il porto svolge un ruolo chiave nel facilitare gli scambi tra Dubai e i paesi dell'Asia meridionale e in Africa orientale. Prodotti alimentari, automobili, pezzi di ricambio, e bestiame comprendono la maggior parte del commercio attraverso il porto. Al Hamriya Port è in fase di espansione, consistente l'aumento della sua banchina commerciale di 2,5 Km in due fasi.